# Leucaspis melicytidis
Leucaspis melicytidis är en insektsart som beskrevs av Brittin 1937. Leucaspis melicytidis ingår i släktet Leucaspis och familjen pansarsköldlöss. Inga underarter finns listade i Catalogue of Life.